# Pilotprojekt TV-stop
|  | Denne artikel er oprettet af botten PalnaBot ud fra en ekstern database. Den kan derfor have sproglige fejl eller mangler. Denne skabelon kan fjernes efter kontrol af indholdet. |

Pilotprojekt TV-stop er en film instrueret af Kim Folke.

## Handling
Et forsøg på at producere korte nyhedsudsendelser under BZ bevægelsens aktionsuge i 1988. Erfaringerne fra denne produktion, der beviste, at uprofessionelle godt kunne organisere og producere dagligt tv, var medvirkende til, at folkene bag pilotprojektet fik mod på at oprette lokal tv-stationen TV-STOP, der sender ti timer om ugen.